# Чапаев, Ваха Хасанович
Ва́ха Хаса́нович Чапа́ев (род. 5 декабря 1952, Семипалатинск) — советский чеченский самбист и дзюдоист, заместитель министра спорта Чеченской Республики, Заслуженный тренер России по самбо и дзюдо.

## Биография
Родился в депортации 5 декабря 1952 года в городе Семипалатинске Казахской ССР. Начал заниматься дзюдо под руководством Феликса Куцеля. Становился призёром чемпионатов Северного Кавказа и РСФСР. В 1992 году окончил Чечено-Ингушский государственный педагогический институт по специальности «Физическая культура». Вернувшись из армии в 1973 году стал работать тренером-преподавателем СДЮШОР Грозненского районного совета спортивного общества «Локомотив». В 1991 году перешёл на работу в Школу высшего спортивного мастерства Чеченской Республики. В 2001 году стал заместителем министра спорта Чеченской Республики. Подготовил более 30 мастеров спорта СССР и России.

## Известные воспитанники
- Абдулаев, Герман — мастер спорта России международного класса, чемпион и серебряный призёр чемпионатов России;
- Магомадов Зелимхан — чемпион России в абсолютной весовой категории, серебряный призёр чемпионата России, многократный чемпион Европы, многократный призёр чемпионатов мира;
- Баиев, Хасан Жунидович — чемпион США по самбо, чемпион США по боям без правил, обладатель чёрного пояса по дзюдо, пластический и военно-полевой хирург, меценат, писатель.